# Acremonium chrysogenum
Acremonium chrysogenum (syn. Cephalosporium acremonium) je mikroskopická vláknitá houba (mikromyceta) řadící se mezi Ascomycota . Jedná se o aerobní mikroorganismus, žijící běžně v prostředí . Významný je zejména díky své produkci antibiotika cefalosporinu C . 

## Taxonomické zařazení
Acremonium chrysogenum patří do říše Fungi, podříše Dikarya, phyla Ascomycota, podphyla Pezizomycotina, třídy Sordariomycetes, podtřídy Hypocreomycetidae, řádu Hypocreales, čeledi Hypocreaceae a rodu Acremonium . Jelikož neustále dochází k reklasifikaci mikromycet, lze tuto mikromycetu nalézt i pod starším názvem Cephalosporium acremonium . 

## Obecná charakteristika
Acremonium chrysogenum roste dobře na obecných mikromycetních růstových médiích při teplotě okolo 25 – 30 °C . Vyznačuje se osamocenými akulovitými fialidy nebo lehce větvenými konidiofory, které vyrůstají z vegetativních hyf a nesou buď vlhký shluk, suché řetízky konidií nebo obojí . Konidie bývají podlouhlé, 1 – 3 µm x 4 – 8 µm velké . Hyfy mohou být někdy propleteny dohromady a tvořit provazy široké několik buněk v průměru . V makroskopickém měřítku tvoří hyfy bělavé, nažloutlé, narůžovělé nebo nazelenalé ploché, hladké kolonie, které časem zarůstají uvolněnými hyfami a získávají práškovitou, semišovou, vločkovitou nebo vatovitou strukturu .
A. chrysogenum je převážně saprofyt žijící ve vlhkém prostředí, zároveň bylo ovšem potvrzeno, že se jedná o oportunního patogena, který může způsobovat infekce u rostlin a imunosuprimovaných obratlovců . Nachází se v půdě, na rostlinných zbytcích a hnijících houbách . Vlhké spory jsou šířeny větrem, na kapkách vody nebo pomocí hmyzu . Často se také vyskytuje na stavebních materiálech na bázi celulosy (stropní desky, lepenka, dřevěné materiály), opět zejména ve vlhkém prostředí . K degradaci celulosy a dalších sloučenin uhlíku potom dochází především působením extracelulárně produkovaných celulas a reaktivních forem kyslíku . Navíc produkuje A. chrysogenum sloučeniny s Mn3+ a minerály oxidů Mn3+ a Mn4+, které jsou silnými oxidačními činidly a dále podporují degradaci polymerů uhlíku, zároveň s koloběhem kovů v prostředí . Produkce těchto vysoce reaktivních sloučenin je růstově specifická, částečně závislá na buněčné diferenciaci, typu využívaného substrátu, typu sekretovaných proteinů a mezidruhové interakci v prostředí, přestože související molekulární mechanismy nejsou plně objasněny .
A. chrysogenum je aerobní organismus, zvýšené koncentrace kyslíku v médiu jsou kritické pro maximální produkci antibiotika cefalosporinu C . Rozmnožuje se pohlavně , dlouhou dobu ovšem nebyl znám žádný sexuální stav nebo teleomorfní forma a vědělo se jen o asexuálním typu rozmnožování, proto bylo A. chrysogenum dříve zařazeno do skupiny imperfektních hub (Deuteromycetes) . V roce 2008 byla ovšem provedena analýza transkriptomu A. chrysogenum a identifikována exprese dvou MAT genů (typ párování, ang. mating-type), přičemž byla nalezena i cDNA kódující domnělý feromonový receptor a enzymy signální dráhy feromonové odezvy . 

## Cefalosporin C

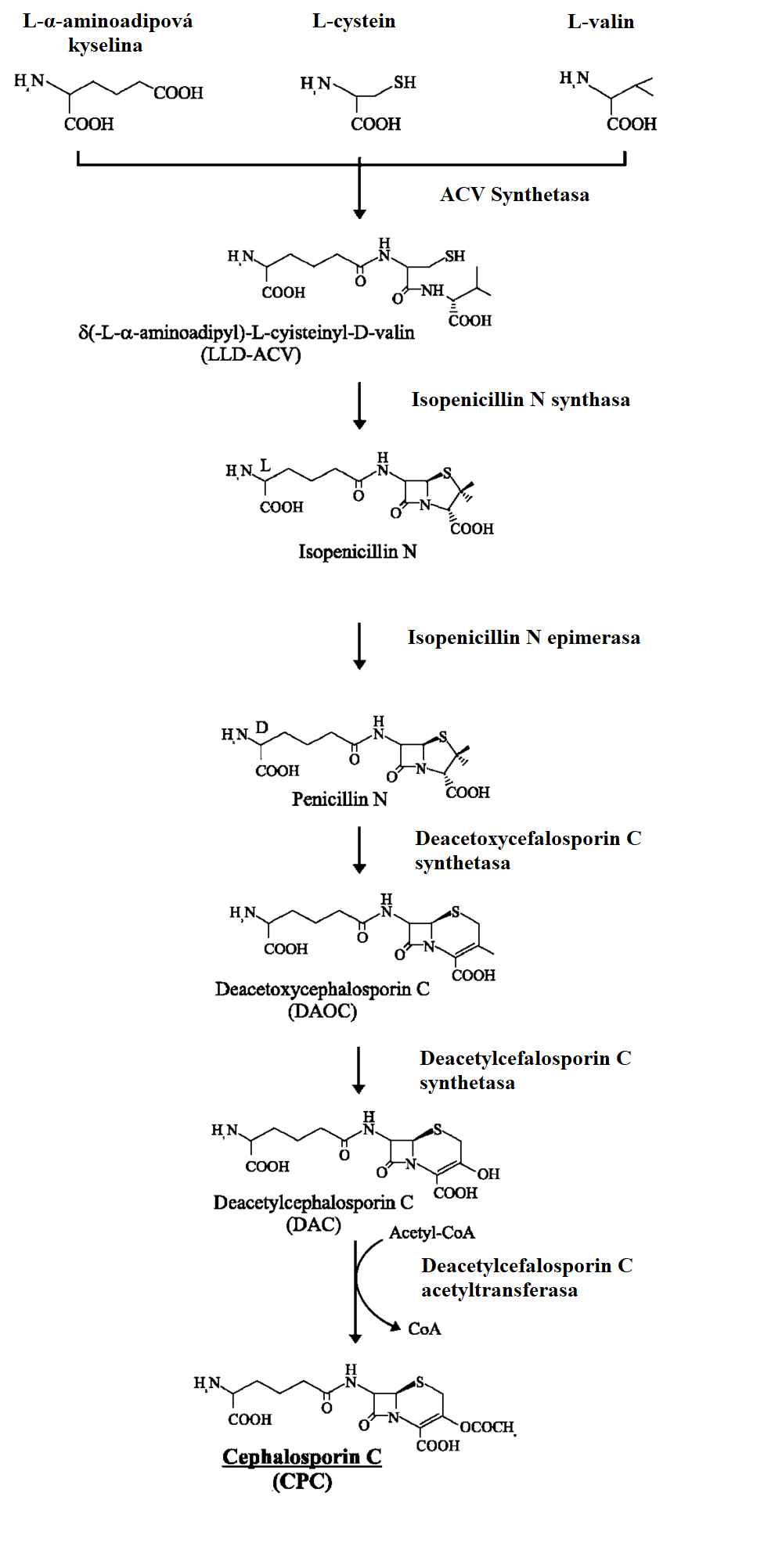
Biosyntetická dráha cefalosporinu C z aminokyselinových prekurzorů L-cysteinu, L-valinu a L-α-aminoadipové kyseliny v Acremonium chrysogenum. Na obrázku jsou vyznačeny jednotlivé enzymy a meziprodukty biosyntetické dráhy, včetně důležitého meziproduktu isopenicilinu N.

Biotechnologicky nejvýznamnějším metabolitem A. chrysogenum je antibiotikum cefalosporin C. Jedná se o β-laktamové antibiotikum, které inhibuje syntézu strukturálních komponent bakteriální buněčné stěny . Často se používá jako alternativa u pacientů, kteří jsou senzitivní na penicilin . V roce 2003 představovala β‑laktamová antibiotika (zejména peniciliny a cefalosporiny) hlavní světové biotechnologické produkty s celosvětovým ziskem z prodeje 15 miliard amerických dolarů a pokrývala 65 % celosvětového trhu s antibiotiky . V roce 2017 byl celosvětový zisk z prodeje samotného cefalosporinu C 10 miliard . 
Modifikací β-laktamového kruhu a postranního řetězce bylo připraveno více než 20 derivátů s řadou antibakteriálních vlastností . Tyto deriváty byly uspořádány do skupin na základě jejich aktivity: cefalosporiny první generace (např. cefalothin) jsou širokospektrá antibiotika účinná proti grampozitivním i mnoha gramnegativním bakteriím, včetně rodů Staphylococcus, Streptococcus a mnoha kmenů Escherichia coli . Cefalosporiny druhé (např. cefuroxim) a třetí (např. ceftazidim) generace bývají účinnější proti gramnegativním bakteriím, které se staly rezistentními vůči cefalosporinům první generace . Cefalosporiny druhé generace jsou účinné například proti kapavce způsobené Haemophilus influenzae a abscesům způsobeným Bacteroides fragilis . Schopnost mnoha cefalosporinových derivátů pronikat do mozkomíšního moku je také činí účinnými při léčbě meningitidy .
Biosyntetická dráha cefalosporinu C začíná ze tří důležitých produktů primárního metabolismu - aminokyselinových prekurzorů: L-cysteinu, L-valinu a L-α-aminoadipové kyseliny . Kyselina α-aminoadipová je v A. chrysogenum nejen prekurzorem cefalosporinu C, ale také klíčovým meziproduktem biosyntetické dráhy aminokyseliny lysinu . Cystein je pro biosyntézu cefalosporinu odvozen od methioninu přes reverzní transsulfurační dráhu pomocí cystationin-γ-lyasy . Methionin je velmi důležitý nejen jako prekurzor pro cystein, ale také stimuluje transkripci genů pro enzymy biosyntetické dráhy cefalosporinu C a biosyntetickou dráhu reguluje . Navíc bylo prokázáno, že má methionin vliv na morfologickou diferenciaci mycelia, která je spojená s produkcí cefalosporinu . Biosyntetická dráha β-laktamových antibiotik dále pokračuje přes isopenicilin N, odkud se v A. chrysogenum ubírá směrem k cefalosporinu C, v jiných organismech v tomto bodě odbočuje k penicilinu G nebo cefamycinu N . 

### Biotechnologická produkce
Produkce cefalosporinu C je aerobní proces, který může být proveden konvenčně s volnými buňkami v tankovém bioreaktoru nebo nekonvenčně s buňkami imobilizovanými v náplňovém nebo airlift bioreaktoru . V obou případech lze fermentaci provádět vsádkově, fed-batch i kontinuálně, vždy je ovšem kladen důraz na dostatečnou aeraci a míchání, jelikož je dostupnost kyslíku hlavním limitujícím faktorem procesu .
Velký vliv na produkci sekundárního metabolitu má samozřejmě fyziologický stav mikrobiální kultury . Kromě toho ovšem záleží na velkém množství faktorů od typu substrátů po způsob kultivace. Bylo prokázáno, že suplementace hůře‑metabolizovatelným zdrojem uhlíku, jako je sójový olej, stimuluje produkci cefalosporinu C . Využití takového substrátu je podstatně náročnější a vede k pomalejšímu růstu, kdy se vegetativní mycelium přeměňuje na mnohobuněčné stádium artrospor, které má za následek vyšší dostupnost kyslíku a produkci cefalosporinu C . Velmi významný stimulační efekt na biosyntézu cefalosporinu C má methionin, zejména D‑isomer, přidaný do média . Lepší stimulační aktivita D‑isomeru je důsledkem toho, že ho A. chrysogenum pomaleji přijímá a není tolik dostupný pro intracelulární degradaci . Intracelulárně je D-isomer převáděn na L-formu .
Pro další zvýšení výtěžku produkce cefalosporinu C v A. chrysogenum byly uplatněny různé strategie, například navýšení počtu kopií genů pro enzymy biosyntetické dráhy cefalosporinu , případně transformace homologními geny z příbuzných organismů, jejichž produkty (enzymy biosyntetické dráhy cefalosporinu C) mají vyšší aktivitu . Zvýšená produkce cefalosporinu C byla také pozorována po transformaci produkčního kmene DNA vektorem obsahujícím gen pro kyslík‑vazebný hemový protein  nebo po snížení aktivity H+-ATPasy na plasmatické membráně A. chrysogenum vedoucí ke zvýšenému množství ATP dostupného pro produkci cefalosporinu C .  
Za zmínku také stojí, že limitujícím faktorem biosyntézy cefalosporinu C je nejen přísun aminokyselinových prekurzorů a kofaktorů z primárního metabolismu, ale také směřování centrálních metabolitů do metabolických drah vedoucích k biosyntéze těchto prekurzorů a kofaktorů . 
Fermentační médium je navrženo tak, aby poskytovalo základní suroviny pro růst a produkci cefalosporinu C . Jako zdroj uhlíku jsou využívány glukosa, fruktosa, sacharosa nebo laktosa spolu se složitějšími látkami jako výše zmiňovaný sójový olej nebo olej arašídový . Kromě složitějších zdrojů uhlíku mohou morfologickou diferenciaci mycelia ovlivňovat i zdroje dusíku, např. močovina, kvasniční extrakt, kasein, dusičnany nebo amonné soli, které mohou rovněž pomoci s udržením optimálního pH v průběhu procesu . Často se jako levný zdroj používá šrot ze sójových bobů nebo bavlníkových semen, případně kukuřičný výluh, který je rovněž bohatý na aminokyseliny, vitamíny, organické kyseliny a stopové prvky . pH fermentace by mělo být udržováno mezi 6,2 a 7,0 a teplota mezi 24 °C a 28 °C . Rozpuštěný kyslík by měl být udržován na 30 % nasycení a výše . Pokud je potřeba, je možné přidat silikonový olej na zamezení pěnění . 
Průběh kultivace je charakterizován rapidní spotřebou dobře využitelného zdroje uhlíku (sacharosy) na vytvoření biomasy v počátku procesu . S postupem fermentace je tento dobře využitelný substrát spotřebován a je nahrazen složitějším, který navodí morfologickou diferenciaci a zvýšenou produkci cefalosporinu C . S postupem fermentace je také nutné do bioreaktoru přidat chemické inhibitory a blokátory k zamezení interakcí surového cefalosporinu C s jinými sloučeninami, které by mohly vést k jeho znehodnocení . Kritické jsou rovněž izolační a purifikační kroky, které začínají prudkým ochlazením média na 3 – 5 °C s následným odstraněním pevného mycelia filtrací nebo centrifugací . Jedním z problémů bývá to, že na konci fermentace obsahuje médium kromě cefalosporinu C i malé množství jeho prekurzorů, například penicilinu N . Účinné separace může být dosaženo například použitím aktivního uhlí nebo neionické pryskyřice, které přednostně adsorbují cefalosporin C před penicilinem N a dalšími kontaminujícími prekurzory . Jiná izolační strategie zahrnuje modifikaci aminoskupiny cefalosporinu a jeho vykrystalizování za optimálních podmínek z okyseleného média . Následně je doporučeno provést několik extrakčních kroků pro dosažení požadované čistoty produktu .

### Výhled do budoucnosti
Dříve byl velký problém s nestabilitou surového cefalosporinu C, který se částečně rozpadal, a proto nebylo příliš možné a vhodné využívat kontinuální režim produkce . Tento problém byl ovšem vyřešen zavedením methoxy skupiny do surového cefalosporinu C, která výrazně zvýšila jeho stabilitu . Nyní pokračují vědci ve výzkumu snahou syntetizovat nové, semi-syntetické cefalosporiny a modifikovat stávající semi-syntetické cefalosporiny, aby se dostaly k molekulám odolným k β-laktamásám . Stejně tak je snaha o syntézu rozpustnějších cefalosporinů a účinnější produkci cefalosporinových prekurzorů . Velmi se také pracuje na optimalizaci kultivačních podmínek, například optimalizaci živení fermentačního procesu . Výzkum se také zaměřuje směrem zlepšení aerace kultivačního procesu, kdy jsou pokusy o zvýšení přestupu kyslíku pomocí symbiotické imobilizace A. chrysogenum s řasami Chlorella pyrenoidosa .